# دیروز، امروز، فردا (فیلم ۱۹۶۳)
دیروز، امروز، فردا (به ایتالیایی: Ieri, oggi, domani) فیلمی کمدی محصول سال ۱۹۶۳ ایتالیا ساخته ویتوریو دسیکا است. در این فیلم بازیگران مشهور ایتالیایی مانند سوفیا لورن و مارچلو ماسترویانی حضور دارند. این فیلم شامل داستانهای کوتاه دربارهٔ زوج‌ها در بخش‌های مختلف ایتالیا است. این فیلم برندهٔ جایزهٔ اسکار بهترین فیلم غیرانگلیسی‌زبان و جایزه بفتا شده‌است.

## خلاصه داستان
آدلینای ناپل
در آدلینا، کارمینه زباراتّی بیکار و همسرش آدلینا زباراتّی از طریق فروش سیگار توسط آدلینا در خیابانهای بازار سیاه گذران زندگی می‌کنند. آنها قادر به پرداخت پول مبلهای خریداری شده و جریمه خود نیستند، اما قادر به این کار هستند که وقتی مدیر تصفیه برای گرفتن پول می‌آید از او اجتناب کنند. آنها یک راه حل طولانی‌تر را برای جلوگیری از اینکه آدلینا تحت پیگرد قانونی به خاطر نپرداختن پول مبلها قرار نگیرد پیدا می‌کنند. یک وکیل که در همسایگی کارمینه زندگی می‌کند می‌گوید چون جریمه و مبلها به نام او هستند او زندانی خواهد شد. اگر چه در قانون ایتالیا تصریح شده‌است زنانی که باردار هستند یا شش ماه بعد از بارداریشان نمی‌توانند زندانی شوند؛ بنابراین آدلینا نقشه‌ای می‌کشد تا به نظر برسد باردار است.
آنّای میلان
آنّا همسر یکی از غولهای کارخانه دار است که یک عاشق به نام رنزو دارد. مادامی که در رولزرویس همسرش با هم رانندگی می‌کنند، آنّا باید یکی از این دو را برای رسیدن به شادی خود مشخص کند.
مارای رم
مارا به عنوان یک فاحشه در آپارتمانش کار می‌کند؛ و به مشتریان باکلاس و متنوعی مانند آگوستو خدمت ارائه می‌کند. پسر پولدار، قدرتمند و عصبی یک کارخانه‌دار بولونیایی.
پسربزرگ همسایه سالخورده مارا آنها را در حالی ملاقات می‌کند که یک مرد جوان زیبا است و برای کشیش شدن درس می‌خواند اما هنوز کشیش نشده‌است و عاشق مارا می‌شود.